# Ridgways zaaguil
De Ridgways zaaguil (Aegolius ridgwayi) is een uil die deel uitmaakt van de familie van echte uilen, Strigidae, en het geslacht Aegolius. Deze vogel is genoemd naar de Amerikaanse ornitholoog Robert Ridgway.

## Verspreiding en leefgebied
Deze soort komt voor van zuidelijk Mexico tot Panama en telt drie ondersoorten:
- A. r. tacanensis: zuidelijk Mexico.
- A. r. rostratus: van Guatemala tot El Salvador.
- A. r. ridgwayi: Costa Rica en westelijk Panama.

## Status
De grootte van de populatie is in 2008 geschat op 20-50 duizend individuen. Op de Rode lijst van de IUCN heeft deze soort de status niet bedreigd.